# Abby Stein
Abby Stein (nacida el 1 de octubre de 1991 en Brooklyn, Nueva York) es una activista transgénero, bloguera oradora, escritora, autora, educadora y ordenadora rabínica estadounidense, y la primera mujer de la comunidad jasídica en admitir su transexualidad.
En 2015, Stein fundó el primer grupo de apoyo nacional para personas transgénero dentro de las comunidades ortodoxas.

## Biografía

### Primeros años y estudios
Nació en 1991 en Williamsburg, Brooklyn y es la sexta de trece hijos, de una familia reconocida por su largo linaje de líderes notables para la comunidad jasídica.
En donde ella desde un principio no se sintió identificada como figura de la comunidad .
Stein estudió en una escuela hebraica masculina, y posteriormente, asistió a la institución Viznitz en Kiamesha Lake, Nueva York, donde obtuvo su semikhah.
En 2012, Stein abandonó su comunidad religiosa y renunció a su religión.
En el año 2014, Stein comenzó sus estudios en la Escuela de Estudios Generales de la Universidad de Columbia en la ciudad de Nueva York donde es reconocida por sus logros como activista dentro de la comunidad transgénero. 
Stein también habla hebreo,  yiddish, alemán y arameo.

### Sexualidad
En el mes de noviembre de 2015, por medio de su blog personal, Stein declaró ser transgénero y detalló su proceso de transición física y emocional. A raíz de la viralización de estos escritos, Stein fue reconocida por varios medios de comunicación, donde pasó a ser protagonista de piezas periodísticas tanto en la prensa como en la televisión.
Stein contó en estas piezas cómo reaccionaron sus padres frente a la noticia de su renuncia a la religión y su cambio de género. En cuanto a su renuncia a la religión, sus padres le dijeron, "no importa lo que pase ni cómo seas; aún eres nuestro hijo". Sin embargo, tras admitir su sexualidad, sus padres renegaron de ella e infundieron el rechazo dentro de su comunidad religiosa. Sin embargo, en una entrevista para Chasing News, Stein admitió haber cargado "con menos odio del que la gente pueda esperar".
En 2016, Stein apareció en la serie documental Dark Net, donde hizo un recuento de su experiencia como transgénero.

#### Cambio de nombre
En la mañana del 4 de junio de 2016, Stein organizó una fiesta para celebrar tanto su cambio de sexo y como de nombre en el Romemu, una sinagoga judía partidaria de la modernización de su religión, ubicada en el Upper West Side de Nueva York. En una entrevista para The Huffington Post Stein declaró: "aunque no crea en Dios, quise celebrarlo en una sinagoga."

Si crees que ser transgénero es inaceptable dentro del judaísmo tradicional, bien, aquí hay una comunidad que no sólo me acepta como soy, sino que además, lo celebra conmigo. Tengo la esperanza de que al compartir mi historia, aquellos que se encuentren en la misma situación sabrán que podrán cambiar su nombre en una sinagoga.

### Activismo
En 2015, Stein fundó un grupo de apoyo en línea para ayudar a personas que se identifican como transgénero dentro de la comunidad ortodoxa. Para noviembre de 2015, esta red de apoyo llegó a tener más de veinte miembros. Stein afirmó que Facebook y su comunidad en línea fueron su mayor respaldo durante el periodo en el que abandonó su comunidad religiosa y se acercó a su sexualidad.

### Vida privada
En 2010, Stein contrajo matrimonio con Fraidy Howrowitz, con quien tuvo un hijo: Duvid. El compromiso fue facilitado por un shadchan, donde ambos se conocieron un cuarto de hora antes de las nupcias. Tras haber decidido renunciar a su fe, Stein se divorció de su mujer. No obstante, en una entrevista concedida al The Wall Street Journal, Stein dijo que el divorció se resolvió en "términos pacíficos" y que desde su ruptura, mantienen visitas semanales y la custodia de su hijo.

## Reconocimientos
- The Jewish Week 36 Under 36. Fue nominada en 2016 por la revista The Jewish Week como una de las "36 jóvenes judías de 36" que está cambiando el mundo. Además, Stein es la primera transgénero en obtener este reconocimiento.[31][32]
- Footsteps Leadership Award. Fue nominada y galardonada en 2016 para el premio "Footsteps Leadership Award" por su labor como activista en los medios de comunicación.[33][34]
- 50 Reasons to Love New York de New York Magazine la incluyó en 2015 como "una de las 50 razones para amar Nueva York". Según la revista, "Nueva York está dispuesta a abrir sus brazos a los transgéneros".[35]
- 9 Judíos que deberías conocer. En junio de 2016, Stein fue nombrada por The Times of Israel y Jewish Telegraphic Agency como una de los nueve judías más influyentes en la tarea de dar visibilidad a la comunidad LGBT y trabajar por el cambio dentro y fuera de la comunidad judía.[36][37]